# Vernou-la-Celle-sur-Seine
Vernou-la-Celle-sur-Seine és un municipi francès, situat al departament de Sena i Marne i a la regió de Illa de França. L'any 2007 tenia 2.673 habitants.
Forma part del cantó de Montereau-Fault-Yonne, del districte de Fontainebleau i de la Comunitat de comunes Moret Seine et Loing.

## Demografia

### Població
El 2007 la població de fet de Vernou-la-Celle-sur-Seine era de 2.673 persones. Hi havia 922 famílies, de les quals 163 eren unipersonals (68 homes vivint sols i 95 dones vivint soles), 266 parelles sense fills, 421 parelles amb fills i 72 famílies monoparentals amb fills.
La població ha evolucionat segons el següent gràfic:
Habitants censats

### Habitatges
El 2007 hi havia 1.048 habitatges, 934 eren l'habitatge principal de la família, 61 eren segones residències i 54 estaven desocupats. 974 eren cases i 73 eren apartaments. Dels 934 habitatges principals, 804 estaven ocupats pels seus propietaris, 111 estaven llogats i ocupats pels llogaters i 19 estaven cedits a títol gratuït; 17 tenien una cambra, 57 en tenien dues, 107 en tenien tres, 246 en tenien quatre i 507 en tenien cinc o més. 781 habitatges disposaven pel capbaix d'una plaça de pàrquing. A 329 habitatges hi havia un automòbil i a 559 n'hi havia dos o més.

### Piràmide de població
La piràmide de població per edats i sexe el 2009 era:
| Homes | Edats   | Dones |
| ----- | ------- | ----- |
| 0     | 95 o +  | 0     |
| 0     | 90 a 94 | 0     |
| 0     | 85 a 89 | 8     |
| 0     | 80 a 84 | 12    |
| 36    | 75 a 79 | 32    |
| 24    | 70 a 74 | 16    |
| 52    | 65 a 69 | 36    |
| 48    | 60 a 64 | 28    |
| 49    | 55 a 59 | 44    |
| 93    | 50 a 54 | 81    |
| 128   | 45 a 49 | 85    |
| 152   | 40 a 44 | 144   |
| 88    | 35 a 39 | 116   |
| 92    | 30 a 34 | 84    |
| 40    | 25 a 29 | 52    |
| 72    | 20 a 24 | 72    |
| 104   | 15 a 19 | 120   |
| 114   | 10 a 14 | 168   |
| 120   | 5 a 9   | 100   |
| 44    | 0 a 4   | 52    |

## Economia
El 2007 la població en edat de treballar era de 1.844 persones, 1.391 eren actives i 453 eren inactives. De les 1.391 persones actives 1.311 estaven ocupades (681 homes i 630 dones) i 81 estaven aturades (46 homes i 35 dones). De les 453 persones inactives 132 estaven jubilades, 211 estaven estudiant i 110 estaven classificades com a «altres inactius».

### Ingressos
El 2009 a Vernou-la-Celle-sur-Seine hi havia 945 unitats fiscals que integraven 2.658 persones, la mediana anual d'ingressos fiscals per persona era de 22.233 €.

### Activitats econòmiques
Dels 79 establiments que hi havia el 2007, 10 eren d'empreses extractives, 1 d'una empresa alimentària, 4 d'empreses de fabricació d'altres productes industrials, 15 d'empreses de construcció, 6 d'empreses de comerç i reparació d'automòbils, 4 d'empreses de transport, 4 d'empreses d'hostatgeria i restauració, 4 d'empreses d'informació i comunicació, 5 d'empreses immobiliàries, 11 d'empreses de serveis, 5 d'entitats de l'administració pública i 10 d'empreses classificades com a «altres activitats de serveis».
Dels 20 establiments de servei als particulars que hi havia el 2009, 1 era un taller de reparació d'automòbils i de material agrícola, 2 paletes, 3 guixaires pintors, 4 lampisteries, 1 electricista, 1 empresa de construcció, 2 perruqueries, 3 restaurants, 2 agències immobiliàries i 1 saló de bellesa.
Dels 2 establiments comercials que hi havia el 2009, 1 era una botiga de més de 120 m² i 1 una botiga de menys de 120 m².
L'any 2000 a Vernou-la-Celle-sur-Seine hi havia 6 explotacions agrícoles.

## Equipaments sanitaris i escolars
El 2009 hi havia 1 escola maternal i 2 escoles elementals.

## Poblacions més properes
El següent diagrama mostra les poblacions més properes.